# 張志剛 (1959年)
張志剛，GBS（1959年—），香港親建制派时事评论员、时政專欄作家、前香港特別行政區行政會議非官守成員。現任香港再出發大聯盟副秘書長，香港發展論壇總幹事，一國兩制研究中心總裁。是第十三屆全國政協委員。

## 背景
他毕业于香港中文大學人類學系，并且获得學士及碩士学位，他的文章观点往往偏向特區政府及中共，被媒體指其「又左又紅」，对于政治改革进程多持保守立場，反對泛民主派，支持愛國教育。他的文章也常见于香港《亚洲周刊》。曾著有《悲劇，悲香港》及《風雨聲中》等书籍。
2012年香港行政長官選舉支持梁振英，其後獲梁振英委任為香港特別行政區行政會議非官守成員。
2016年12月，張志剛在明報《筆陣：曾文正公的政治智慧》一文指：「香港在本質上是直轄於中央政府的一個特別行政區，行政長官要接受中央的任命和監督，亦必須向中央負責。所以中央政府對行政長官的決定權是毋庸置疑」，顯示特首人選乃中央欽點。

## 資料
1. ↑  .   [2013-05-02]. （原始内容存档于2016-10-26）.
2. ↑  張志剛。07/12/2016。筆陣：曾文正公的政治智慧 。明報。http://news.mingpao.com/pns/dailynews/web_tc/article/20161207/s00012/1481048712144 （页面存档备份，存于）